# Ervenik Zlatarski (Zlatar)
Pour les articles homonymes, voir Ervenik Zlatarski.
Ervenik Zlatarski est un village de la municipalité de Zlatar (comitat de Krapina-Zagorje) en Croatie. Au recensement de 2011, le village comptait 35 habitants.